# Typ 61 (czołg)
Typ 61 (jap. 61式戦車 61-shiki sensha) – japoński czołg podstawowy, pierwszy japoński czołg zbudowany po II wojnie światowej

## Historia konstrukcji
W 1950 r. w trakcie tworzenia nowych japońskich sił zbrojnych (Japońskie Siły Samoobrony) do oddziałów pancernych początkowo trafiły amerykańskie czołgi Sherman i Chaffee z okresu II wojny światowej, a później także czołgi Patton. Te ostatnie czołgi były wykorzystywane tylko do prób i ostatecznie uznano, że czołg Patton nie zostanie wprowadzony na uzbrojenie japońskich oddziałów pancernych. Aby jednak unowocześnić oddziały pancerne w 1954 r. przystąpiono do opracowywania japońskiego czołgu podstawowego, który miałby zastąpić używane czołgi. 
W 1957 r. stworzono w zakładach Mitsubishi pierwszy prototyp czołgu, oznaczony jako ST-A1. Badania trwały do 1962 r., gdy skierowano go do produkcji seryjnej pod oznaczeniem Typ 61 MBT. Czołgi te były produkowane do 1975 roku. Łącznie wyprodukowano 560 sztuk. 
Na bazie tych czołgów zbudowano inne pojazdy wojskowe:
- Typ 67 AVLB – most czołgowy o rozpiętości 12 m i nośności 40 t.
- Typ 75 – pancerny wóz saperski
- Typ 70 ARV – pancerny wóz ratownictwa technicznego

## Użycie czołgu
Czołg Typ 61 został wprowadzony do japońskich sił zbrojnych w 1962 r., ale był używany aż do 2000 r., kiedy został wycofany ze służby liniowej. 